# جاي جاي كيلين
جاي جاي كيلين (بالإنجليزية: J. J. Killeen)‏ هو لاعب غولف أمريكي، ولد في 22 أكتوبر 1981 في سان دييغو في الولايات المتحدة.

## وصلات خارجية
- الموقع الرسمي
- جاي جاي كيلين على موقع رابطة لاعبي الغولف المحترفين (الإنجليزية)
- جاي جاي كيلين على موقع التصنيف العالمي الرسمي للغولف (الإنجليزية)